# Aziz
Aziz (Arabisch:  عزيز) is een Semitische, maar vooral Arabische jongensnaam, met de betekenis "machtig, krachtig". Aziz is in de islamitische traditie tevens een van de 99 "schone namen van Allah". De vrouwelijke vorm van de naam is Aziza. 
- Aziz
- Aziz Ahmad
- Aziz Ahmad (buzkashispeler)
- Aziz Akazim
- Aziz Akhannouch
- Aziz Albishari
- Aziz Ansari
- Aziz Asimov
- Aziz Behich
- Aziz Bekkaoui
- Aziz Bouderbala
- Aziz Bouhaddouz
- Aziz Chaoufi
- Aziz Charkaoui
- Aziz Doufikar
- Aziz Dweik
- Aziz El Kanchaf
- Aziz El Khanchaf
- Aziz Hitou
- Aziz Ibrahim
- Aziz Khalouta
- Aziz Moutawakil
- Aziz Moutwakil
- Aziz Nacib Ab'Saber
- Aziz Nacib Ab'Sáber
- Aziz Ouattara Mohammed
- Aziz Salih
- Aziz Salih al-Numan
- Aziz Sancar
- Aziz Yildirim
- Aziz Yıldırım
- Aziz Zakari
- Aziza Mustafa Zadeh
- Azizi
- Azizia
- Aziziye
- Azizpur
- Azizul Hasni Awang
- Azizulhasni Awang
- Azizus